# Campeonato Mundial de Atletismo em Pista Coberta de 2016 - Arremesso de peso feminino
A prova do arremesso de peso feminino do Campeonato Mundial de Atletismo em Pista Coberta de 2016 ocorreu dia  19 de março em Portland, nos Estados Unidos.

## Recordes
Antes desta competição, os recordes mundiais e do campeonato nesta prova eram os seguintes:
|    | Nome               | Nacionalidade   | Distância | Local                               | Data                    |
| -- | ------------------ | --------------- | --------- | ----------------------------------- | ----------------------- |
| WR | Helena Fibingerová | Tchecoslováquia | 22m 50cm  | Jablonec nad Nisou, Tchecoslováquia | 19 de fevereiro de 1977 |
| CR | Valerie Adams      | Nova Zelândia   | 20m 67cm  | Sopot, Polônia                      | 8 de março de 2014      |

## Medalhistas
| Ouro                  | Prata              | Bronze              |
| Michelle Carter (USA) | Anita Márton (HUN) | Valerie Adams (NZL) |

## Resultados
A prova ocorreu dia 19 de março.
| Colocação         | Nome                      | Nacionalidade     | #1    | #2    | #3    | #4    | #5    | #6    | Resultados | Notas                |
| ----------------- | ------------------------- | ----------------- | ----- | ----- | ----- | ----- | ----- | ----- | ---------- | -------------------- |
| Medalha de ouro   | Michelle Carter           | Estados Unidos    | x     | 18.90 | 19.31 | 19.28 | x     | 20.21 | 20.21      | Melhor marca do ano  |
| Medalha de prata  | Anita Márton              | Hungria           | 17.99 | 18.38 | 19.01 | 18.71 | 19.08 | 19.33 | 19.33      | Recorde nacional     |
| Medalha de bronze | Valerie Adams             | Nova Zelândia     | 18.49 | 18.30 | 19.25 | x     | 19.02 | 18.31 | 19.25      |                      |
| 4                 | Cleopatra Borel           | Trinidad e Tobago | 17.41 | 17.73 | 17.59 | 17.31 | 18.38 | 17.50 | 18.38      | Recorde da temporada |
| 5                 | Jillian Camarena-Williams | Estados Unidos    | 18.17 | x     | x     | 17.57 | 17.52 |       | 18.17      |                      |
| 6                 | Radoslava Mavrodieva      | Bulgária          | 17.01 | 18.00 | x     | x     | 17.91 |       | 18.00      | Recorde da temporada |
| 7                 | Lena Urbaniak             | Alemanha          | x     | 17.19 | 17.55 | x     | 17.91 |       | 17.91      |                      |
| 8                 | Gao Yang                  | China             | 17.26 | 17.27 | 17.65 | 17.67 | 17.02 |       | 17.67      |                      |
| 9                 | Aliona Dubitskaya         | Bielorrússia      | 17.45 | x     | x     |       |       |       | 17.45      |                      |
| 10                | Bian Ka                   | China             | 16.86 | 17.13 | 17.34 |       |       |       | 17.34      |                      |
| 11                | Chiara Rosa               | Itália            | 17.10 | x     | 16.89 |       |       |       | 17.10      |                      |

Legenda
| Recorde mundial       | Recorde mundial (World record)               |                       | Recorde africano                      | Recorde africano (African) |                                           | Q | Classificado por posição (Qualified) |
| Recorde do campeonato | Recorde do campeonato (Championship record)  | Recorde da América    | Recorde da América (Americas)         | q                          | Classificado por melhor tempo (Qualified) |   |                                      |
| Melhor marca do ano   | Melhor marca do ano (World leading)          | Recorde asiático      | Recorde asiático (Asian)              | DNS                        | Não largou (Did not start)                |   |                                      |
| Recorde nacional      | Recorde nacional (National record)           | Recorde europeu       | Recorde europeu (European)            | DNF                        | Não terminou (Did not finish)             |   |                                      |
| Recorde pessoal       | Recorde pessoal do atleta (Personal best)    | Recorde da Oceania    | Recorde da Oceania (Oceania)          | DSQ / DQ                   | Desclassificado (Disqualified)            |   |                                      |
| Recorde da temporada  | Recorde da temporada do atleta (Season best) | Recorde sul-americano | Recorde sul-americano (South America) | NM                         | Sem marca (No mark)                       |   |                                      |